# Борм-ле-Мимоза
Борм-ле-Мимоза (фр. Bormes-les-Mimosas) — коммуна на юго-востоке Франции в регионе Прованс — Альпы — Лазурный берег, департамент Вар, округ Тулон, кантон Ла-Кро.
Площадь коммуны — 97,32 км², население — 7051 человек (2006) с тенденцией к росту: 7698 человек (2012), плотность населения — 79,0 чел/км².

## Географическое положение
Коммуна Борм-ле-Мимоза административно входит в состав кантона Ла-Кро округа Тулон. Она расположена на средиземноморском побережье Прованса, у подножия горного массива Мор на высоте до 642 метров над уровнем моря.
Борм-ле-Мимоза является исходным пунктом туристического пути «Дороги мимоз», протянувшегося на 130 километров вдоль Лазурного Берега, вплоть до Граса.
Находящийся на территории коммуны замок Форт де Брегансон с 1968 года является летней резиденцией президентов Франции.

## История
Первые поселения на территории коммуны появились в ещё доримские времена, этот регион был заселён кельтскими племенами. Бухта Брегансон, расположенная здесь, в античную эпоху служила перевалочным пунктом для вывоза добывавшихся на близлежащих рудниках и каменоломнях свинца и гранита.
Городок Борм впервые письменно упоминается (как Borma) в 1056 году, однако местность вокруг была уже долгое время ненадёжна. Ещё с 730 года его периодически опустошали сарацины, в 1393 году он подвергся нападению пиратов, через несколько лет — испанцев. В 1529 году Борм разграбили арабы, в 1539 — генуэзцы дожа Андреа Дориа. Во время религиозных войн, в 1579 году, Борм был снова разорён.
В 1482 году коммуна была опустошена эпидемией чумы, которую удалось одолеть святому Франциску из Паолы, ставшему с тех пор патроном Борма.
Деревья, давшие своё имя «Дороге Мимоз», были привезены во Францию императором Наполеоном III после его похода из Мексики в 1867 году.

## Население
Население коммуны в 2011 году составляло 7548 человек, а в 2012 году — 7698 человек.
| 1962 | 1968 | 1975 | 1982 | 1990 | 1999 | 2004 | 2006 | 2008 | 2011 | 2012 |
| ---- | ---- | ---- | ---- | ---- | ---- | ---- | ---- | ---- | ---- | ---- |
| 2486 | 2965 | 3093 | 3839 | 5083 | 6324 | 7051 | 7051 | 7255 | 7548 | 7698 |

Динамика населения:

## Экономика
В 2010 году из 4431 человек трудоспособного возраста (от 15 до 64 лет) 3038 были экономически активными, 1393 — неактивными (показатель активности 68,6 %, в 1999 году — 64,8 %). Из 3038 активных трудоспособных жителей работали 2652 человека (1427 мужчин и 1225 женщин), 386 числились безработными (154 мужчины и 232 женщины). Среди 1393 трудоспособных неактивных граждан 311 были учениками либо студентами, 635 — пенсионерами, а ещё 447 — были неактивны в силу других причин.
На протяжении 2010 года в коммуне числилось 3716 облагаемых налогом домохозяйств, в которых проживало 7904,5 человека. При этом медиана доходов составила 19 716 евро на одного налогоплательщика.

## Фотогалерея
- Борм-ле-Мамоза
- Вид с горного хребта Мор
- Гранд-Отель
- Вид на Форт де Брегансон